# Fotbalové I. A třídy
I. A třídy (první A třídy) jsou šestou nejvyšší fotbalovou ligou v České republice. Jsou řízeny krajskými fotbalovými svazy a v Praze Pražským fotbalovým svazem. První A třídy se ještě mohou dělit na skupinu A a skupinu B, které jsou na stejné úrovni – jejich vítězové postupují do nejvyšší krajské soutěže podle zastoupení klubů v daném kraji nebo kvůli lepší dostupnosti. Kraje se skupinami A a B jsou Praha, Středočeský kraj, Jihočeský kraj, Ústecký kraj, kraj Vysočina, Jihomoravský kraj, Olomoucký kraj, Moravskoslezský kraj a Zlínský kraj. Nižší soutěží jsou fotbalové I. B třídy.
- Praha[1]
- Středočeský kraj[2]
- Jihočeský kraj[3]
- Plzeňský kraj[4]
- Karlovarský kraj[5]
- Ústecký kraj[6]
- Liberecký kraj[7]
- Královéhradecký kraj[8]
- Pardubický kraj[9]
- kraj Vysočina[10]
- Jihomoravský kraj[11]
- Olomoucký kraj[12]
- Moravskoslezský kraj[13]
- Zlínský kraj[14]

Poznámky:
- KFS – Krajský fotbalový svaz, PFS – Pražský fotbalový svaz